# クイズRPG 魔法使いと黒猫のウィズ
『クイズRPG 魔法使いと黒猫のウィズ』（クイズRPG まほうつかいとくろねこのウィズ）は、コロプラより配信されているソーシャルゲーム。2013年3月5日にサービス開始。

## 沿革
2013年3月にAndroid版が、4月22日にiOS版が配信開始された。
2013年8月20日に英語版を日本・韓国・中国以外の全世界で、韓国語版を韓国で、それぞれGoogle PlayおよびApp Storeにて配信を開始、2014年3月20日に中国語（簡体字）版を中国国内の主要アプリストアで配信を開始し、2015年1月14日には中国語（繁体字）版を台湾・香港・マカオのGoogle Playで配信を開始した。
2016年9月よりYahoo!モバゲーにてPC版の提供が開始（運用はコアエッジ）。2016年11月にはゲソてん 、TSUTAYAオンラインゲーム、ニコニコアプリ、ハンゲームの4つのオンラインサイトでサービス開始。PC版は携帯版とは独立したシステムとなっており、独自の精霊・イベント・MAPや、携帯版にはないクランシステムなどが導入される。PC版は2020年2月17日をもってサービスを終了。

## 概要
プレイヤーは魔法使いとなり、クイズに正解することでカードに宿る精霊を召還し、敵を攻撃するクイズRPG。クイズ形式は通常は四択問題だが、他の形式（並べ替え、スライド式、穴埋め問題、線結びなど）による出題が行われることもある。
精霊のカードを素材カードで強化させ、デッキを組んでいく。精霊には属性（火→雷→水の3すくみに加え、闇⇔光の相剋関係もある）があり、回答によって発動する通常攻撃のアンサースキルと、一定数の問題に正解すると発動できるスペシャルスキルを持つ。2019年3月には、スペシャルスキルを使用不能にする代わりに通常のアンサースキルを強化するEX-ASが追加された。
ガチャにはプレイや課金で手に入る「クリスタル」を使うことで回せるガチャと、ゲーム内で手に入る「メイト」を消費して回すメイトガチャの2種類がある。イベント限定の精霊を入手できるイベントガチャはクリスタルを使って回すことができ、メイトガチャでは進化・強化素材などを入手できる。クリスタルは、スタミナである「魔力」の全回復や、ゲームオーバー時のコンティニュー、カードボックス・保管箱の容量拡大にも用いられる。

### クエスト形式
クエスト
ゲームの中心となる形式。クイズに回答して精霊のスキルを発動し、敵を倒してクリアを目指す。物語の根幹をなすメインクエスト、月2回開催されるイベントクエストの2種に大別される。
一定の条件を満たすことで達成できるサブクエストがあり、サブクエストを全て達成することでさらにコンプリート報酬が得られる。
トーナメント
ランダムに選ばれる全国のプレイヤーのゴーストと、正解数と解答時間で順位を競う。上位入賞することで得られるポイントを集めると魔導士ランクが昇級・昇段し、プレイできるクエストが増加する。ただし、一定の順位を下回るとポイントが減少し、0以下になると下の段に降格する。
魔道杯（まどうはい）
月に1回開催されるトーナメントイベント（2022年9月以降は隔月開催）。3日間の期間中に専用のクエストや通常トーナメントをクリアすることで、ポイント報酬、1日の獲得ポイント数のランキングに応じたデイリー報酬、開催期間中の総合ランキングに応じた報酬を獲得できる。個人のランキングのほか、ランダムで配属されるチームでのランキングも存在する。
2023年7月に順位によるランキング制が廃止され、全参加者内での割合によるランキング制に変更された。
協力バトル
当初は「Gate Defender」としてイベント的に導入されていたが、2014年12月に正式導入された。オンライン・リアルタイム状態で2〜5人が協力して敵と戦う。また、シンボルチャットによる簡単なやりとりも可能である。一定の条件を満たすことで追加報酬が獲得できることもある。
常設クエストでは強化素材や進化素材などを獲得でき、不定期に開催されるイベントクエストでは、限定報酬を入手することができた。2023年4月28日に終了。
想刻ノ幻書庫（そうこくノげんしょこ）
2022年実装。過去のイベントクエストをプレイし、黒猫の魔法使いの冒険を追体験するモード。「刻印」によってクエストの難易度を変化させることができ、難化刻印を多く付けるほど多数のポイントや報酬を獲得することができる。
幻闘戦（げんとうせん）
「想刻ノ幻書庫」を用いた約1か月間の期間限定イベント。2022年10月の初開催以降、魔道杯と交互に開催されている。限定の刻印クエストで専用のポイントを集めて報酬を入手することができる。魔道杯とは異なりランキング要素はなく、ポイント獲得で上昇する等級で評価される。
刻印クエストは全部で4つだが、開催と同時にプレイできるのは最初の1クエストのみで、日数の経過によって残りのクエストが漸次解放されていく。
クイズラッシュ
2023年から不定期で実施されている、放置形式のクエスト。放置やクイズ解答によって操作キャラのレベルを上げ、ボスに挑む。2025年3月からは常設クエストとして導入され、約2か月でレベル・報酬がリセットされるシステムになった。
黒ウィズクイズ
毎日14時更新で出題されるクイズ。画像を見て答える四択問題が出題される。正解数に応じた報酬を獲得でき、不正解でも参加賞として100メイトを獲得可能。

### クイズ形式
四択クイズ
問題文に合致するものを4つの選択肢から1つ選ぶ。クイズ形式が明示されていない限り、基本的に四択クイズが出題される。
並び替えクイズ
問題文の条件に合うように4つの選択肢を正しい順番に並び変える。文字列を組み合わせて単語を作る問題や、4つの事柄・人物を順番通りに並べ替える問題などがある。
○✕クイズ
問題文の正誤を○か✕で答える形式。
スライドクイズ
文字が書かれたダイヤルを回転させ、正解の言葉を完成させる。
穴埋めクイズ
8つの文字を使って、すでに何文字か埋められている解答を完成させる。
一問多答クイズ
選択肢のうち、問題文にあてはまるものを選択する。正しいものを全て選ばないと正解にならない。
線結びクイズ
左右3つの事柄をそれぞれ正しく組み合わせる。全てを正しく組み合わせないと正解にならない。
グループ分けクイズ
中央に配置された選択肢を左右どちらのグループに該当するか振り分ける。全てを正しく分けないと正解にならない。
文字つなぎクイズ
3×3に配置された9つの文字を問題に合うように繋げる。
5文字クイズ
協力バトルでのみ出題。5人のプレイヤーがそれぞれ1文字ずつ回答し、5文字の言葉を完成させる形式。

## あらすじ
舞台はクエス＝アリアス。魔法使いの訓練生として港町トルリッカへやってきた君は、「四聖賢」の称号を持つ大魔道士ウィズの弟子となる。ウィズと共に訓練を行っていたある日、突如「零世界」から魔龍が現れ、ウィズは戦いの反動で猫の姿になってしまう。
平和な港町に突如出現した魔龍と「零世界」。人としての姿と魔力を失ってしまったウィズ。「君」は零世界の謎を解き明かしウィズの元の姿を取り戻すため、修行と冒険の旅に出る。

## 登場人物
声優は2015年3月以降に追加されたストーリーモードでの担当声優。
「君」（きみ）
プレーヤーキャラクター。通称「黒猫の魔法使い」。正義感の強いお人好し。独特の仮装をする。
クエス＝アリアスではない異界から現れ、ウィズに弟子入りする。「零世界」から現れた魔龍によって猫の姿にされたウィズを元に戻すため、黒猫のウィズと共に異界を渡る旅をしている。
ゲーム内で外見の描写はなく、性別や名前も不明。小説版および漫画版「黄昏メアレス」シリーズでは、クラウという名の少年として登場する。
ウィズ
声 - 田村ゆかり
「君」の師匠であり、四聖賢の一人である魔道士。ヴェルタ出身で、アナスタシアを姉として慕っている。
初めての弟子である「君」との修行中に魔龍の襲撃に遭い、翡翠色の目をした黒猫の姿となる。ウィズが黒猫に変わったことは秘密だが、ギルドマスターの何人かは知っている。

### ギルドマスター
各エリアのギルドの長。クルイサ以降のエリア（エリア10～13）には、ギルドマスターはいない。
バロン・ライオネル
声 - 広田みのる
港町トルリッカのギルドマスター。ライオン型の獣人。真面目な性格で何事もきっちりこなすが、お茶目な一面もある。ギルドに務めて以来、働きづめの毎日を過ごし、30年間ほぼ休みを取ったことがない。独身な次男。
『白猫プロジェクト』には容姿が酷似した同姓同名の人物が登場するが、別人。
アレク・ルミナレス
声 - 柿原徹也
王都ウィリトナのギルドマスター。魔法使いかつ天文学者。マイペースで飄々とした性格。諸外国の要人や商人とも親好があり、異国の美術品を飾って楽しんでいる。クエス＝アリアス出身ではない異界の出身。「門の秘境 ウルドラ」にも登場する。
ロレッタ・ミラージュ
声 - 早見沙織
森の村ラリドンのギルドマスター。森林の奥深くの聖域と、そこに眠る神託の指輪「スマラグド」を守る巫女。口数は少ないが芯は強く、村人からの信頼も厚いため、中心となって村を導いている。森の力を行使することができるが、力の源が森であるため、森が傷つけられると自身の力も弱まる。
ルシェ・ワダツミ
声 - 三瓶由布子
水の都アイヴィアスのギルドマスター。周辺地域を統治するワダツミ家の次期当主であり、外見は人間ながら太い尻尾を持った稀少種族「ドラグニア」の一人。幼少期をウィリトナで過ごし、その際にウィズに魔法の手ほどきを受けて以来、彼女とは長い付き合いである。祖父は「四聖賢」を務めた大魔法使いで、彼を目標にしている。
ドゥーガ・ザムンダール
声 - 藤原啓治
魔道都市サイオーンのギルドマスター。肉体派の魔法使いで、考えるよりも先に身体が動くタイプ。魔法使いとしての腕は一流である上、魔法と異なるサイオーンの動力機関にも精通している。13年前にサイオーンで起きた粛清事件の当事者でもある。
ベルナデッタ・イルマ
声 - 能登麻美子
城壁の街ロレンツィオのギルドマスター。修道女。心優しい性格で面倒見がよく、修道院で孤児を受け入れ世話をしている。
オルネ・タンペート
声 - 釘宮理恵
風の郷オゥランディのギルドマスター。郷に伝わる秘宝を代々守ってきた、魔法使いの一族の少女。勝ち気で跳ねっ返りで、素直になれない性格。秘宝を守るべく幼い頃から父親に厳しく魔法を鍛えられたため、強大な魔力を持つようになった。ウィズに心酔しているが故に、主人公に対して嫉妬している。
ティア・ソピア
声 - 村瀬歩
火口の遺跡アユ・タラのギルドマスター。長寿な小人の一族である「クナビ族」の血を引いており、外見は少年だが、100歳は超えている。気難しい性格。博識な考古学者で魔法の知識に長けており、現在はアユ・タラにあるオベルタワーの研究をしている。一旦研究に没頭すると自室に籠もりっきりになる。
キーラ・バルバレス
声 - 斎藤千和
雪降る町ヴェルタのギルドマスター。ヴェルタの魔道士ギルドは中央図書館も兼ねており、彼女は図書館の管理もしている。戦いは苦手だが、魔法の罠を作ったり封印を解除したりするのは得意。ウィズやアナスタシアとは幼馴染でもある。
ルベリ・クラクス
声 - 内匠靖明
中央本部ノクトニア・ポリスの総責任者。魔道士ギルド中央本部では行政官を務める。父親は四聖賢だったが、自身は魔法が使えない。生真面目な性格ゆえに、自由気ままに振る舞う四聖賢を嫌っており、特にクォのことを疎ましく思っている。
アヤナ・ミナミカタ
声 - 甲斐田裕子
異端の街クルイサのまとめ役を担う、姐御肌な女性。クエス＝アリアスではない異界の出身。
カルマン・ジルベスト
声 - 三宅健太
「太陽と月の国 カムシーナ」に登場する男。気難しい性格。

### 四聖賢
ギルドの最高意思決定機関である4人の魔道士。現在のメンバーは、ウィズと以下の3名。
アナスタシア
声 - 茅原実里
ギルドの派閥「統治派」を率いる魔道士。神託の指輪「ノクトニア」を所持している。淡く光る銀髪の女。ウィズやキーラより年上の幼馴染でもある。初登場はサイオーン。
「叡智の扉」を開くことで、その先に広がる「零世界」を手に入れることを目的としている。
クォ・ヴァディス
声 - 子安武人
幅広い情報網と洞察力を武器とする魔道士。飄々として物腰が柔らかそうだが、本性は残忍。ルベリの父親とは師弟関係だった。
ノクトニアポリスでは最終ボスとして登場する。
レマ・サバル
声 - 西山宏太朗
カムシーナに登場する、4人目の魔道士。見た目は若いが、四聖賢の中では最年長。息子の拾い子であるエリエリを孫として可愛がっている。

### その他
エリエリ・サバル
声 - 三宅麻理恵
カムシーナに登場する少女。レマとは血が繋がっていないが、祖父として慕っている。クエス＝アリアス出身ではない異界の出身。人や物を別の空間に瞬間移動させることが出来る。
アーフェン
声 - 大地葉
「異界の柱 ルディニア」に登場する正体不明の魔導士。

## コラボレーション
これまでに以下のタイトルとコラボレーションを行い、期間限定クエストやカードを配信している。

### コロプラ作品
蒼の三国志
初回開催期間は2013年12月11日～12月20日。
プロ野球PRIDE
初回開催期間は2014年5月20日～6月10日。
白猫プロジェクト
「大感謝ねこまつり2014-2015」と題して相互コラボ企画を実施。2017年には白猫・黒猫・「白猫テニス」の合同コラボイベント「アイドルωキャッツ」が開催された。
ドラゴンプロジェクト
初回開催期間は2018年6月4日～7月10日。

### 他社作品・製品
Android
初回開催期間は2013年6月24日～7月15日。
ニコニコ超会議
初回開催期間は2013年9月9日～9月17日。
ファミ通文庫
初回開催期間は2013年11月8日～11月11日。
ランキングイベント「魔道杯」の報酬にファミ通文庫のキャラクターが登場した。
進撃の巨人
初回開催期間は2014年8月12日～9月2日。
江崎グリコ
初回開催期間は2014年10月27日～11月17日（第1弾）。
同社のキャンペーンキャラクター「双子の魔法使いリコ&グリ」を絡めたコラボレーション。開催期間中にポッキー&プリッツの日にちなんだクエストも配信された。また2015年7月には白猫プロジェクトも加わった共同コラボ企画を実施、2016年2月には、白猫、グリコ、黒猫のコラボが実施された。このコラボでは伊藤園や岩塚製菓のオリジナルキャラクターも登場した。
月刊少年エース、ヤングエース
初回開催期間は2014年11月12日～12月10日。
ふなっしー 
初回開催期間は2014年12月15日～2015年1月5日。
白猫プロジェクトとの共同コラボ企画。
美少女戦士セーラームーンCrystal
初回開催期間は2015年1月27日～2月28日。
同年5月には、コラボ第2弾が開催された。
ヱヴァンゲリヲン新劇場版
初回開催期間は2015年2月13日～3月7日。
2016年7月には、コラボ第2弾「幻想と歪曲の槍」が開催された。
中川翔子 
初回開催期間は2015年4月22日～5月15日。
中川の誕生日に合わせた、白猫プロジェクトとの共同コラボ企画。中川デザインのオリジナル精霊が登場。中川が出演するテレビCMも放映された。
高橋留美子作品
初回開催期間は2015年6月2日～7月22日。
『境界のRINNE』とのコラボクエストを中心に、歴代作品のキャラクターが登場。
初音ミク
初回開催期間は2015年10月30日～11月30日。
ミクをはじめとするクリプトン・フューチャー・メディア製VOCALOIDのキャラクターが登場。オリジナルのイラストを手がけたKEIなどのイラストレーターによるコラボイラストや、DECO*27とMitchie Mによる書き下ろし楽曲が使用された。
名探偵コナン
初回開催期間は2015年12月21日～2016年1月18日。
マクロスシリーズ
初回開催期間は2016年3月29日～4月28日。
高校生クイズ
初回開催期間は2016年7月31日～9月9日。
ゲーム内では、コラボイベント「真夏のグレート・クイズ・ウォー」が開催された。
シン・ゴジラ
初回開催期間は2017年3月1日～3月31日。
サンシャイン池崎が出演するテレビCMが放映された。
北斗の拳
初回開催期間は2017年9月7日～10月2日。
カードキャプターさくら
初回開催期間は2018年6月15日～7月10日。
魔法少女まどか☆マギカ
初回開催期間は2018年7月13日～8月13日。
コードギアス 反逆のルルーシュ
初回開催期間は2018年11月30日～2019年1月7日。
とある魔術の禁書諸目録Ⅲ&とある科学の一方通行 
初回開催期間は2019年7月18日～8月15日。
銀魂
初回開催期間は2020年11月30日～12月15日。
ストリートファイター2&ストリートファイター6
初回開催期間は2024年4月30日～5月31日。
株式会社マジルミエ
初回開催期間は2025年1月10日～2月7日。
涼宮ハルヒの憂鬱
初回開催期間は2025年8月15日～9月12日。
このほか、ニコニコ生放送ではファミ通Appと組んだ公式生放送が配信されていた。本作のヘビーユーザーで同生放送にレギュラー出演している鳥居みゆきの高難易度クエスト挑戦による報酬プレゼントや、鳥居をモチーフにしたキャラクター「すじこ」や視聴者が参加して設定を考えたキャラクターの制作・配布が行われた。
また、コロプラ製作のアプリ『白猫プロジェクト』『ほしの島のにゃんこ』との期間限定コラボカフェ「ねこまつりカフェ」が、2015年1月30日から5月10日にスイーツパラダイス吉祥寺店で、同年7月24日から9月27日に梅田店で実施された。
2015年10月から約3か月のロングランでSCRAP主催の謎解きイベント『リアル脱出ゲーム』とのコラボレーション『伝説の魔道士は誰だ!?』が、東京道玄坂にある常設スタジオ道玄坂ヒミツキチラボ・東京原宿にある常設スタジオ原宿ヒミツキチオブスクラップ・名古屋矢場町にある常設スタジオ名古屋ヒミツキチオブスクラップ・大阪心斎橋にある常設スタジオ大阪ヒミツキチオブスクラップで開催された。参加者は見習い魔道士となり、1時間以内に黒猫になったウィズから邪龍を封印する魔道士の発掘を目指す。
2018年9月から2019年1月にかけてバンダイナムコアミューズメント運営の謎解きエンターテインメント施設『なぞともカフェ』とのコラボレーション『魔法使いと黒猫のウィズ　囚われのウィズと封印の水晶』が全店（新宿店、渋谷店、名古屋栄店、京都新京極店、なんばパークス店、福岡天神店）で行われた。なぞときキューブ（なぞともカフェの謎解き用個室）は通常難易度のもののみ先行提供されていたが、10月下旬からは高難易度Ver.も追加された。製作はバンダイナムコアミューズメント、制作協力はよだかのレコード。

## 評価
2013年12月には、Googleが主催する『Google Play Best of 2013』で「ゲームオブザイヤー2013」に選出された。

## 商品化
2014年3月にはフクヤとのタイアップで、プライズゲーム用景品としてぬいぐるみ等が商品化されている。

### 関連書籍
『クイズRPG 魔法使いと黒猫のウィズ 公式ビジュアルファンブック』
（ファミ通App編集部・編、KADOKAWAエンターブレイン、2014年5月28日発売、ISBN 978-4-04-729689-3）
初めての公式書籍。コロプラの監修の元、人気精霊200体のイラストを中心に、設定資料や初期のラフイラスト、オープニングムービーの原案などを収録している。
『魔法使いと黒猫のウィズ　3rd　Anniversary　公式キャラクター画集』
（パルコ出版出版、2016年10月30日発売、ISBN 978-4-86506-188-8）
“黒ウィズ精霊グランプリ”で選ばれたBEST150全精霊のイラストを収録した3周年記念キャラクター画集。
『魔法使いと黒猫のウィズ　3rd　Anniversary　公式イベント画集』
（パルコ出版出版、2016年10月30日発売、ISBN 978-4-86506-189-5）
イベントクエストや協力バトルのキービジュアル、3D画像などを収録した3周年記念イベント画集。キャラクター紹介やワールドガイドを始め、コラボレーション・期間限定イベント、協力バトルやメイキングに至るまで書かれている。
『魔法使いと黒猫のウィズ 黄昏メアレス イラストストーリー』
（ポストメディア編集部・編、一迅社、2019年4月1日発売、ISBN 978-4-7580-1616-2）
ゲーム内イベント「黄昏メアレス」シナリオを描き下ろしイラスト共に収録したイラストストーリー本。
『魔法使いと黒猫のウィズ Chronicle 黄昏メアレス』
（コロプラ・原作、紫藤ケイ・著、パセリ・挿絵、KADOKAWA、2019年4月25日発売、ISBN 978-4-04-072968-8）
ゲーム内イベント「黄昏メアレス」のノベライズ版。
『魔法使いと黒猫のウィズ Chronicle 黄昏メアレスII 残響dearless』上巻・下巻
（コロプラ・原作、紫藤ケイ・著、パセリ・挿絵、KADOKAWA、2019年12月25日同時発売、上巻：ISBN 978-4-04-073441-5、下巻：ISBN 978-4-04-073442-2）
上記のノベライズの続編。
『黄昏メアレス -魔法使いと黒猫のウィズ Chronicle-』全3巻
（コロプラ・原作、紫藤ケイ・著、上下瑞樹・漫画、KADOKAWA）
1. 2020年12月20日発売、ISBN 978-4-04-109929-2
2. 2021年9月3日発売、ISBN 978-4-04-111460-5
3. 2022年6月3日発売、ISBN 978-4-04-112481-9

ゲーム内イベント「黄昏メアレス」のコミカライズ。

### 関連楽曲
- ゲーム内で使用された楽曲を収録したオリジナルサウンドトラックは完全受注生産による販売のみである。

| CD                                           | CD                                                         | CD     | CD                     | CD                                                                                       |
| 予約開始日                                   | タイトル                                                   | 発売元 | 品番                   | 備考                                                                                     |
| -------------------------------------------- | ---------------------------------------------------------- | ------ | ---------------------- | ---------------------------------------------------------------------------------------- |
| 2017年6月22日                                | 魔法使いと黒猫のウィズ 4th Anniversary Original Soundtrack | colopl | CLPL-KN001～CLPL-KN010 | CD10枚組                                                                                 |
| 2018年4月2日                                 | 魔法使いと黒猫のウィズ 5th Anniversary Original Soundtrack | colopl | CLPL-KN012～CLPL-KN021 | CD10枚組                                                                                 |
| 2019年3月5日                                 | 魔法使いと黒猫のウィズ 6th Anniversary Original Soundtrack | colopl | CLPL-KN022～CLPL-KN030 | CD9枚組                                                                                  |
| 2020年4月17日(1次予約) 2020年5月1日(2次予約) | 魔法使いと黒猫のウィズ 7th Anniversary Original Soundtrack | colopl | CLPL-SN007～CLPL-SN015 | CD9枚組 「黒ウィズ ベストアルバム～7年の軌跡～」が付属(コロプラ公式ショップ限定予約特典) |
| 2021年3月5日(1次予約) 2021年3月17日(2次予約) | 魔法使いと黒猫のウィズ 8th Anniversary Original Soundtrack | colopl |                        | CD8枚組 サウンドトラックレコードなどが付属したPremium Boxも同時発売                      |

| DVD/Blu-ray    | DVD/Blu-ray                              | DVD/Blu-ray | DVD/Blu-ray         | DVD/Blu-ray        |
| 予約開始日     | タイトル                                 | 発売元      | 品番                | 備考               |
| -------------- | ---------------------------------------- | ----------- | ------------------- | ------------------ |
| 2018年10月10日 | 魔法使いと黒猫のウィズ Live Concert 2018 | avex trax   | AVBD-92709～10/B～C | DVD2枚+CD2枚組     |
| 2018年10月10日 | 魔法使いと黒猫のウィズ Live Concert 2018 | avex trax   | AVXD-92711/B～C     | Blu-ray2枚+CD2枚組 |
| 2019年12月4日  | 魔法使いと黒猫のウィズ Live Concert 2019 | avex trax   | AVBD-92835～6/B～C  | DVD2枚+CD2枚組     |
| 2019年12月4日  | 魔法使いと黒猫のウィズ Live Concert 2019 | avex trax   | AVXD-92837/B～C     | Blu-ray1枚+CD2枚組 |

| 配信           | 配信                                                       | 配信 | 配信 |
| 配信開始日     | タイトル                                                   | アーティスト | 備考 |
| -------------- | ---------------------------------------------------------- | --- | --- |
| 2018年3月4日   | 魔法使いと黒猫のウィズ 4th Anniversary Original Soundtrack | colopl | |
| 2018年4月2日   | キラリ☆ω★NyanRISE！                                        | セラータ（CV:本渡楓）、リリー（CV:花守ゆみり）、リルム（CV:大和田仁美）、 エクセリア（CV:丹下桜）、ガトリン（CV:吉岡麻耶）、アイラ（CV:東城日沙子）                                | ゲーム内イベント「アイドルωキャッツ！」主題歌                                                                              |
| 2018年4月2日   | Ray of Heart                                               | ユッカ（CV:悠木碧）、ルカ（CV:茜屋日海夏） | ゲーム内イベント「アイドルωキャッツ！！ きゃぴきゃぴ♥ キャピタリズム」主題歌                                               |
| 2018年4月2日   | 超マジカルで、超ラジカル feat.リルム・ロロット             | リルム（CV:大和田仁美） | イベント「アイドルωキャッツ！」挿入歌                                                                                      |
| 2018年4月2日   | シャレオツナースでおます！ feat.ガトリン・G・U             | ガトリン（CV:吉岡麻耶） | イベント「アイドルωキャッツ！」挿入歌                                                                                      |
| 2018年10月15日 | New Order                                                  | (K)NoW_NAME | イベント「Birth Of New Order」主題歌 イベント「Birth Of New Order2 大罪」主題歌                                            |
| 2018年11月19日 | 魔法使いと黒猫のウィズ 喰牙RIZEシリーズ挿入歌              | ラディウス（CV:加藤和樹）＆シューラ（CV:諸星すみれ） ラディウス（CV:加藤和樹） ミハネ（CV:立花慎之介）＆アスピナ（CV:岡咲美保） イルーシャ（CV:立花理香）＆ファルク（CV:花江夏樹） | イベント「喰牙RIZE」主題歌・挿入歌 イベント「喰牙RIZE2 -Tearing Eyes-」主題歌 イベント「喰牙RIZE3 -Fang-O'-Blazer-」主題歌 |
| 2020年4月16日  | 魔法使いと黒猫のウィズ 5th Anniversary Original Soundtrack | colopl | |
| 2020年4月16日  | 魔法使いと黒猫のウィズ 6th Anniversary Original Soundtrack | colopl | |
| 2020年8月5日   | ColoRing                                                   | 鶴音リレイ(CV:野口瑠璃子) | イベント「FairyChord2 Chord Sharing」主題歌                                                                                |
| 2020年8月5日   | Melting Line                                               | 鶴音リレイ(CV:野口瑠璃子) | イベント「FairyChord3 KnightSider」主題歌                                                                                  |
| 2020年9月18日  | 絆の欠片                                                   | 五阿弥ルナ | イベント「覇眼戦線 終戦の凛煌眼 -前編-」挿入歌                                                                             |
| 2020年9月18日  | NON STOP！ エニグマフラワーズ                              | エニグマフラワーズ | イベント「からふる！エニグマフラワーズ〜光と闇のプリンセス〜」主題歌                                                       |
| 2020年9月18日  | Brave Birth                                                | yoko | イベント「Birth Of New Order3」主題歌                                                                                      |
| 2020年9月18日  | だぁくねす☆めもりぃず                                      | 時東ぁみ | イベント「聖サタニック女学院3-Darkness Memories-」主題歌                                                                   |
| 2020年10月12日 | エニグマ、戦国らんでぶー！！                               | エニグマフラワーズ | イベント「いとからふる！ エニグマ フラワーズ とんち姫と七人のエニグマ」主題歌                                              |
| 2020年10月26日 | You to pure                                                | きゃっつ2期生「トリニティ」 | イベント「アイドルωシスターズ トリニティ！！！ ～愛の形は全てピュア～」主題歌                                              |
| 2020年11月6日  | Dual-Rize                                                  | ラディウス(CV:加藤和樹)&ミハネ(CV:立花慎之介) | イベント「喰牙RIZE4 Forbidden Avarice」主題歌                                                                              |
| 2021年2月5日   | 魔法使いと黒猫のウィズ FairyChord4 Finish Chord            | ルミスフィレス(CV: 佐倉綾音)&鶴音リレイ(CV:野口瑠璃子) | イベント「FairyChord4 Finish Chord」主題歌・挿入歌                                                                         |
| 2021年3月16日  | 魔法使いと黒猫のウィズ 7th Anniversary Original Soundtrack | colopl | |
| 2021年10月29日 | 聖サタニック女学院校歌 (鶴音リレイver.)                    | 鶴音リレイ(CV:野口瑠璃子) | イベント「SatanicChord（サタニックコード）」主題歌                                                                         |
| 2022年3月4日   | 魔法使いと黒猫のウィズ 8th Anniversary Original Soundtrack | colopl | |
| 2022年5月17日  | Melodious Chord                                            | 鶴音リレイ(CV:野口瑠璃子) | イベント「FairyChord ReReChord」主題歌                                                                                     |
| 2023年8月26日  | Calling My Chord                                           | 鶴音リレイ(CV:野口瑠璃子) | イベント「FairyChord ReReChord2」主題歌                                                                                    |
| 2024年3月22日  | 修羅朱 / SLASH                                             | 96猫 | イベント「ASHURA:VERMILION EDGE」主題歌                                                                                    |

## コンサート
『魔法使いと黒猫のウィズ Live Concert 2018』
コロプラの主催のもと、2018年7月8日にパシフィコ横浜国立大ホール、7月21日にNHK大阪ホールにて公演されたオーケストラコンサート。指揮者は志村健一、編曲は穴沢弘慶、ゲストボーカルにNIKIIE（(K)NoW_NAME）、和楽器ゲストに尾上秀樹・山野安珠美・山田路子、バンドにLaiD Back Gorilla、MCは沖佳苗（ヤチヨ役）・大井麻利衣（トリエテリス役/サフィナ役/ミーテ役）。

『魔法使いと黒猫のウィズ Live Concert 2019』
コロプラの主催のもと、2019年8月31日・9月1日にTOKYO DOME CITY HALL、9月28日に神戸文化ホール大ホールにて公演されたオーケストラコンサート。指揮者は志村健一、編曲は穴沢弘慶、音楽監督は斉藤健二、演奏に吉田篤貴・匹田大智（from 桜men）・大川義秋（from 桜men）・中村仁樹（from 桜men）・Barzz～鳥の吟遊詩人たち～、ゲストパフォーマーとして大和田仁美（リルム役）・吉岡麻耶（ガトリン役）・野口瑠璃子（リレイ役/ナナ役）・NIKIIE（(K)NoW_NAME）、MCに百花繚乱・沖佳苗（ヤチヨ役）・大井麻利衣（トリエテリス役/サフィナ役/ミーテ役）。

『GAME SYMPHONY JAPAN 57th Concert ✕ クイズRPG 魔法使いと黒猫のウィズ』
アイムビレッジ主催のもと、2022年10月23日にミューザ川崎シンフォニーホールにて公演されたクラシックコンサート。指揮者は志村健一、編曲は穴沢弘慶、歌唱ゲストにはNIKIIE（(K)NoW_NAME）と野口瑠璃子が迎えられた。

『GAME SYMPHONY JAPAN 60th Concert × クイズRPG 魔法使いと黒猫のウィズ〜12th Anniversary〜』
アイムビレッジ主催のもと、2025年3月8日にミューザ川崎シンフォニーホールにて公演されたクラシックコンサート。指揮者は志村健一、編曲は穴沢弘慶。